# Eterazama
Eterazama es una localidad de Bolivia, ubicada en el municipio de Villa Tunari de la provincia del Chapare en el departamento de Cochabamba. En cuanto a distancia, Eterazama se encuentra a 192 km de la ciudad de Cochabamba, la capital departamental, y a 30 km de Villa Tunari. La localidad forma parte de la Ruta Nacional 24 de Bolivia.  
Según el último censo de 2012 realizado por el Instituto Nacional de Estadística de Bolivia (INE), la localidad cuenta con una población de 3359 habitantes y está situada a 245 metros sobre el nivel del mar.

## Demografía

### Población de Eterazama
| Año  | Población | Fuente                  |
| ---- | --------- | ----------------------- |
| 1992 | 1913      | Censo boliviano de 1992 |
| 2001 | 2001      | Censo boliviano de 2001 |
| 2012 | 3359      | Censo boliviano de 2012 |

## División Política Orgánica
El Distrito 5 de la Central Eterazama se divide en:
| #  | Sindicato           | Abrev. |
| -- | ------------------- | ------ |
| 1  | Colorados           |        |
| 2  | Villarosario        |        |
| 3  | Miraflores          |        |
| 4  | Cerro Verde         |        |
| 5  | Cañadón             |        |
| 6  | Urkupiña            |        |
| 7  | 9 de Abril          |        |
| 8  | 1 de Agosto         |        |
| 9  | San Pablo           |        |
| 10 | Santa Barbara       |        |
| 11 | Transporte Nacional |        |
| 12 | Transporte Lider    |        |

## Educación
Eterazama cuenta con cinco instituciones educativas:
1. Unidad Educativa Bolivia Venezuela
2. Colegio Eterazama A
3. Unidad Educativa Mariscal Sucre
4. Instituto Tecnológico Eterazama - CEFTE
5. Núcleo Tecnológico Productivo Villa Tunari